# Novela lírica

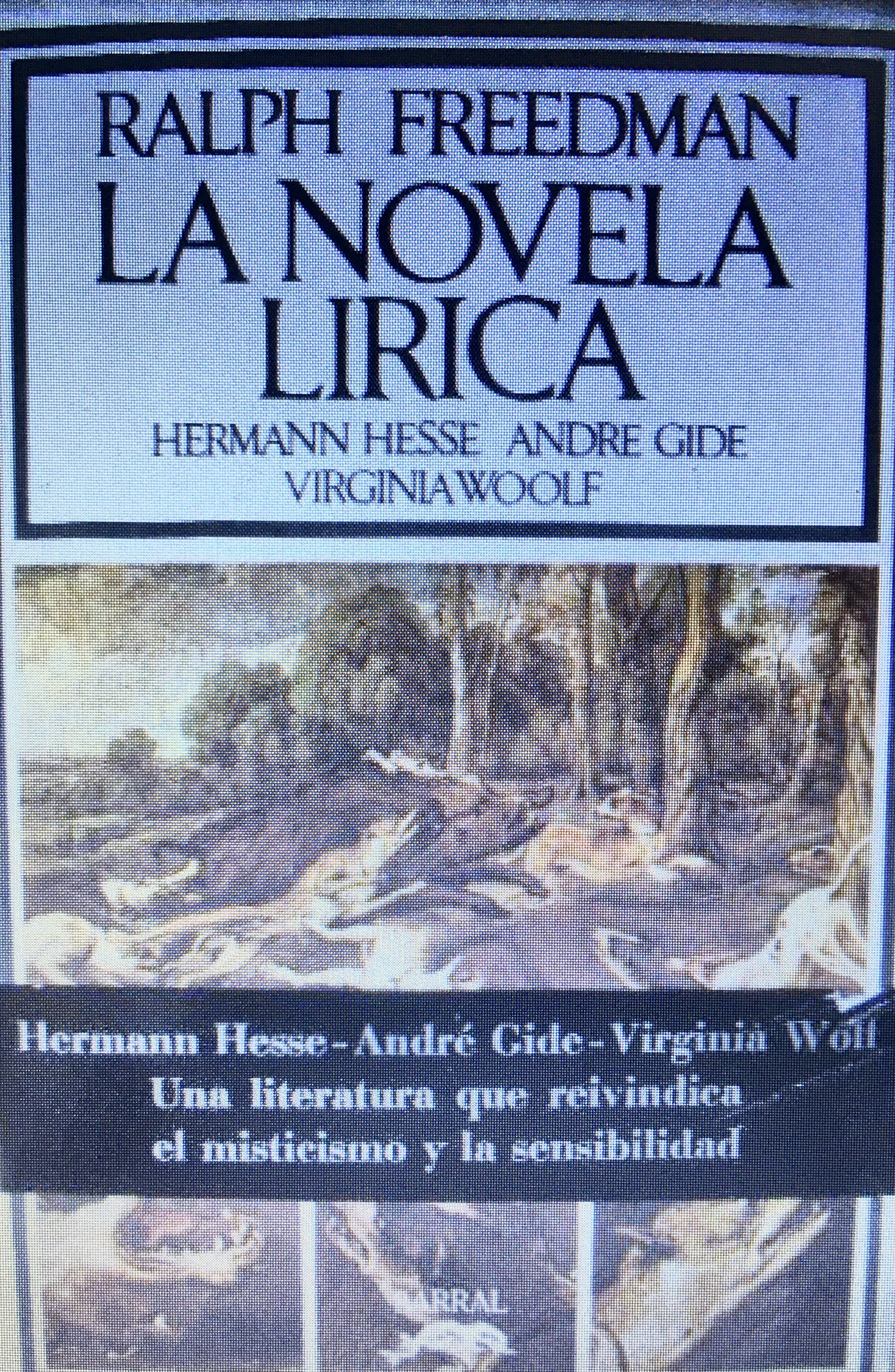
Primer monográfico sobre la Novela lírica como subgénero narrativo.

La novela lírica es un subgénero literario propio de la modernidad –aunque arraigado en el Romanticismo alemán y en el Simbolismo francés–,  con una importancia capital en la renovación novelística llevada a cabo por los autores del modernismo europeo. Se podrían considerar autores de novela lírica a Virginia Woolf, Azorín, Gide, Valle-Inclán, Hesse, Joyce, Unamuno, Proust o Mann. 

## Principales teóricos sobre la novela lírica
Si bien hay algunos precedentes en la Teoría literaria, como las obras de Henri Bonnet o las de Leon Edel, el primer teórico que realizó un concienzudo estudio y aplicó apropiadamente el término fue Ralph Freedman, con su obra The Lyrical Novel: Studies in Herman Hesse, Andre Gide, and Virginia Woolf, publicada en 1963. En el ámbito hispánico, hay dos obras fundamentales para entender y catalogar este subgénero. Por un lado, La novela lírica (1984) de Ricardo Gullón. Por otro, la obra de Darío Villanueva La novela lírica (1983), 2 volúmenes en los que recopila artículos de algunos investigadores sobre la obra de Azorín, Gabriel Miró, Pérez de Ayala y Benjamín Jarnés. Tiene especial relevancia el prólogo realizado por Villanueva, en el que esquematiza las principales características del género.

## Características de la novela lírica
La novela lírica supone una fusión entre los géneros novelístico y poético. Sus raíces se deben buscar en el Romanticismo alemán y el Simbolismo francés, también se puede afirmar que «median padrinos como Montaigne, Nietzsche o Schopenhauer». Este subgénero implica las siguientes características fundamentales:
- Lo esencial es la adopción del «punto de vista lírico» en la narración, mediante una focalización en la que el personaje o personajes son los que perciben. En palabras de Freedman, supone “el desafío de reconciliar lo interior y lo exterior entre sí y esto con las exigencias del arte”.[6] El argumento, por tanto, pasa a un segundo plano (son novelas carentes de acción narrativa, en las que «no pasa nada»), siendo la materia narrativa fundamental las sensaciones, que conlleva intrínseco el fragmentarismo, es decir, la trama dividida en cuadros breves y autónomos, casi como poemas. Esas unidades tan pequeñas y manejables permiten al autor un esmero y cuidado, asemejándose al propio de la poesía lírica.
- El héroe lírico protagonista suele ser un artista hipersensible, a través del que se focaliza toda la novela. Aunque bien es cierto que la novela lírica también es compatible con una visión panorámica de los acontecimientos por parte del narrador o a través de los protagonistas colectivos, en las llamadas novelas unanimistas en virtud del pensamiento de Jules Romains.[4]
- Un especial tratamiento del tiempo. Las novelas líricas pueden optar por las tres modalidades principales de renovación del tiempo narrativo propias del inicio del siglo XX: la reducción temporal, la ruptura del orden cronológico, o el timelesness o ucronía.[5] La reducción temporal consiste en contar una pequeña anécdota o acción consumiendo mucho texto (en terminología narratológica: transcurre poco tiempo de la historia y mucho tiempo del discurso). Es lo que sucede en novelas como En busca del tiempo perdido (Proust) o El Jarama (Sánchez Ferlosio). La ruptura del orden cronológico supone los saltos en el tiempo, sobre todo a través de analepsis (en cine son conocidos como flashbacks). Ejemplos de esa ruptura son el Ulises de Joyce o Tirano Banderas de Valle-Inclán. Finalmente, el timelessness o ucronía consiste en la suspensión del tiempo narrativo a través de una tenue acción, en la que los personajes perciben apáticos y abúlicos el transcurrir del tiempo. La novela europea paradigmática sería La montaña mágica (1924) y, en la literatura española, algunas de las novelas de Azorín, como La voluntad (1902), erigiéndose en maestro de esta técnica renovadora. Además, este timelessness suele ir unido a la circularidad.
- El espacio narrativo tiene una capital importancia. En parte, por la relación con el yo protagonista, teniendo un fuerte carácter autorreflexivo. Pero también por su función simbólica. En definitiva, volviendo a términos narratológicos, en esta ocasión introducidos por Mieke Bal, no será el mero «lugar» donde sucede la historia, sino auténtico «espacio», con influencia en el personaje y en su percepción.[7]
- El simbolismo es esencial: «Entonces, pudiera tener entidad para ser una de los rasgos principales en la definición de la novela lírica, aunque está muy ligado tanto al espacio como al personaje de la novela lírica. Este simbolismo no se debe exclusivamente a su origen o fuente, sino que se plasma en ella misma, como rasgo esencial del género».[8]
- Por último, la novela lírica requiere de un lector capacitado y experto, que ejerza de cocreador de la propia novela,[5] para llenar los blancos que deja la narración debido a la fragmentación o para ordenar y entender las alteraciones en el tiempo narrativo.